# Puurs Live
Puurs Live is een driedaags muziekfestival in de Antwerpse gemeente Puurs. Het is sinds 2014 de opvolger van Pukema Rock, een jaarlijks festival dat 24 maal gehouden werd, voor het laatst in 2011.
Toch bleef het verwachte succes uit. De kaartenverkoop bleef ver onder de verwachtingen, mede door de concurrentie van gelijktijdige festivals. Dit zorgde ervoor dat de organisatie met een financiële put achterbleef. Daarom besliste de organisatie dat er geen tweede editie van het festival meer komt. Puurs Live (of beter gezegd Pukema Rock) houdt dus na 25 jaar op te bestaan.

## Beschrijving van het festival
Pukema Rock werd gehouden in het derde weekend van september, het sinds 1974 bestaande Pukema-weekend, waarin er ook allerlei andere festiviteiten zijn in Puurs, zoals straattheater, folkloristische activiteiten en markten. Puurs Live vond daarentegen eind juli plaats, bij de eerste editie in 2014 (die tevens als 25ste, jubileumeditie van Pukema Rock geldt). 
In grote lijnen is het festival gelijkgebleven. Het festivalterrein is bij het Fort van Liezele, op wandelafstand van het centrum van Puurs.
Festivalgangers hebben de keuze tussen twee podia, de Concerttent en Stereo Vedett.
- De Concerttent: een live stage
- Stereo Vedett: een DJ marquee

Ten tijde van Pukema Rock heette Stereo Vedett nog Studio Vedett.

## Geschiedenis en organisatie
De eerste edities van Pukema Rock werden georganiseerd door KSA Puurs. Er was echter steeds meer nood aan gestructureerd management. Zo ontstond Pukema Rock VZW. Deze vzw bestaat uit een twintigtal personen, verdeeld in verschillende werkgroepen, zodat elk aspect van de organisatie van het festival de nodige aandacht krijgt. Ook helpen de Puurse KSA-leden ieder jaar terug mee om het festival te kunnen laten verlopen.
De organisatie wilde de 25ste editie, die normaal gezien gepland stond voor 2012, speciaal maken. Het festival zou daarbij vernieuwd worden. Dit zou echter veel tijd vragen, waardoor twee sabbatjaren gehouden werden. Zo vond de 25ste editie in 2014 plaats. Pukema Rock was getransformeerd in Puurs Live. De naamsverandering was nodig omdat het festival niet meer tijdens het PuKeMa-weekend zou plaatsvinden, wat de naam erg onlogisch zou maken.
De grote lijnen van Pukema Rock zijn wel behouden. Zo zijn er twee podia: een live stage en een DJ-marquee.
Om Pukema Rock tijdens het PuKeMa-weekend te vervangen, werd er Pukema Plage, een kleiner, tweedaags muziekfestival georganiseerd. Pukema Plage vindt plaats in de sport- en evenementenhal van CC De Kollebloem in Puurs. Buiten, op de parking van de evenementenhal, werd er een kunstmatig strand aangelegd.

## Artiesten Puurs Live
Tijdens de eerste editie van Puurs Live traden de volgende namen op:
| EERSTE EDITIE 2014 | Vrijdag 25 juli 2014                                                                                    | Zaterdag 26 juli 2014 | Zondag 27 juli 2014                                                                             |
| ------------------ | --- | --- | ----------------------------------------------------------------------------------------------- |
| Concerttent        | Winnaar wedstrijd vi.be Horses on Fire CPeX SX Novastar Magnus Live                                     | Winnaar wedstrijd vi.be Halve Neuro Kraantje Pappie Gorki Intergalactic Lovers Gabriel Rios Admiral Freebee Discobar Galaxie | Band of Eli Delv!s Coely Flip Kowlier Arno Hooverphonic                                         |
| Stereo Vedett      | Stylistic Cedex & Higher Underground The Mixfitz Soul Shakers Murdock The Flexican & SEF TLP Troubleman | Deejays united Captain Steel Station Earth ft. Mc Mota DJ Madfingaz De Hofnar Dirtcaps Lazy Jay Gunther D ft. Skyve          | Daft & Niesel The Principals Rakka Ghent Bangers (Neon & Davidov) Nadiem Shah Only The Lonelies |

## Artiesten Pukema Rock en Pukema Plage
Hieronder volgt een overzicht van de laatste editie (2011) en van de eerste twee Pukema Plages.

### 2011

#### Concerttent
- Vrijdag 16/09: Paradise Flyer, Sherman, Intergalactic Lovers, Zornik, Razorlight, Discobar Galaxie
- Zaterdag 17/09: Until Broadway, Undefined, School is Cool, Customs, The Opposites, Milow, The Levellers, Triggerfinger, Sister Bliss DJ-set (Faithless)
- Zondag 18/09: Dapoerka, Yevgueni, Merdan Taplak (live), Bart Peeters, Les Truttes

#### Studio Vedett
- Vrijdag 16/09: E-Phonk, Cedex & Higher Underground ft. MC Nice, Kastor & Dice, GTronic, Dimitri Vegas & Like Mike, Douster
- Zaterdag 17/09: Nightadders, Lemakuhlar ft. Smooth, Ego Troopers, Laston & Geo, The Oddword, Murdock & Quest One MC, Mumbai Science, Freestylers (DJ-set), Soul Shakers b2b Rakka
- Zondag 18/09: DJ Darth Crossfader, DJ Cluts, Pepe Luvwax, DJ Pipse vs DJ Puddie

### 2012

#### Pukema Plage
- Vrijdag 14/09: De Prehistorie Live, Kings Of Pop
- Zaterdag 15/09: DJ Blurrex, We are prostitutes, The Whatevers, Tomas de Soete & Turbo Dave, TLP aka Troubleman, DJ Pipse & DJ Puddie

### 2013

#### Pukema Plage
- Vrijdag 13/09: Party Dj Pieter, Les Truttes, Dj Dirk Stoops, Kirkfunk
- Zaterdag 14/09: Daft & Niesel, Dysfunkshunal, Merdan Taplak live, Romeo Blanco, Discosluts